# Arco Mirelli (metropolitana di Napoli)
Arco Mirelli è una stazione della linea 6 della metropolitana di Napoli.

## Storia
I lavori per la realizzazione della stazione iniziarono nel 2002. Nel 2017 furono concluse le opere al grezzo, le rifiniture furono ultimate nel 2021. 
Nello stesso anno fu deciso che la stazione, oltre al nome originale Arco Mirelli, avrebbe avuto il suffisso Repubblica, così da richiamare la piazza che ospita il padiglione di ingresso, oltre a rappresentare un omaggio alla Repubblica Italiana.
Fu attivata il 17 luglio 2024, contestualmente alla riapertura della linea.

## Strutture e impianti
La stazione, progettata da Hans Kollhoff, è inclusa nel circuito delle stazioni dell'arte. L'adiacenza all'area di elevato valore monumentale della Villa comunale ha determinato la scelta di soluzioni architettoniche coerenti con lo stile urbanistico circostante. 
In tale ottica il padiglione di ingresso è stato realizzato in stile liberty impiegando vetro e acciaio, così da permettere un'illuminazione naturale anche dei livelli inferiori, mentre per i rivestimenti interni sono stati utilizzati travertino di Tivoli e lastre di pietrarsa.  
La stazione è distribuita su cinque livelli. Il padiglione di ingresso è ubicato in corrispondenza dell'estremità occidentale della Villa Comunale. Ospita l'accesso alla prima rampa delle due scale mobili, poste ai lati dello scalone principale, che introducono al piano mezzanino. In corrispondenza del livello posto tra le due rampe, è presente un corridoio di collegamento all'ingresso lungo riviera di Chiaia.
Il mezzanino, dove sono presenti i locali di controllo, i locali tecnici e di servizio, i tornelli di ingresso e gli ascensori, permette l'accesso ad un'ulteriore rampa di scale, mobili e fisse, che introducono ad un livello inferiore, di collegamento alle discenderie dirette alle banchine, ospitante l'installazione artistica audiovisiva I corni di rame musicali curata da Rebecca Horn. 
Il piano del ferro, a 26 metri di profondità, è posto sotto il livello del mare. Presenta due binari passanti in canna singola e altrettante banchine laterali.

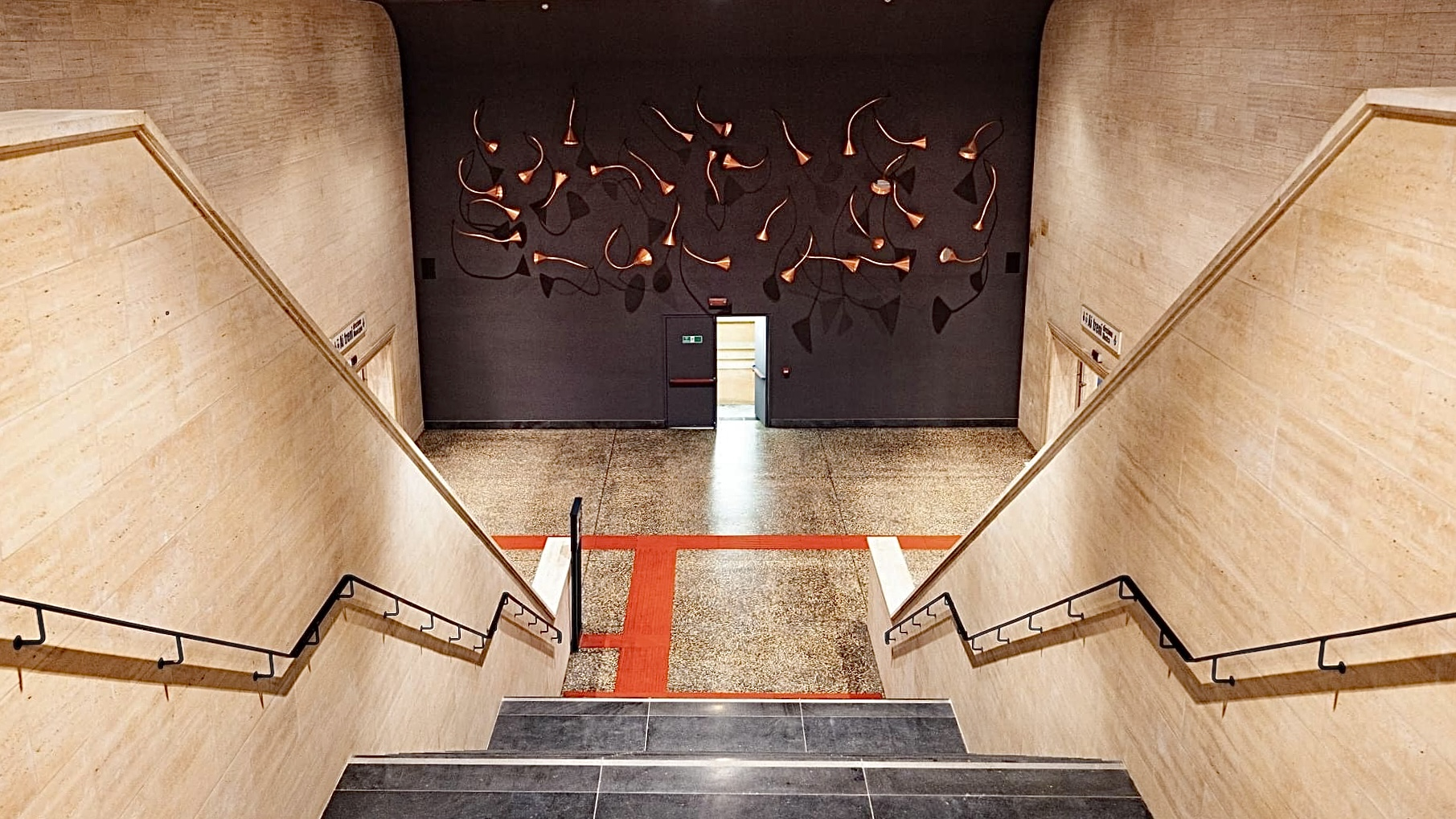
L'installazione I corni di rame musicali di Rebecca Horn
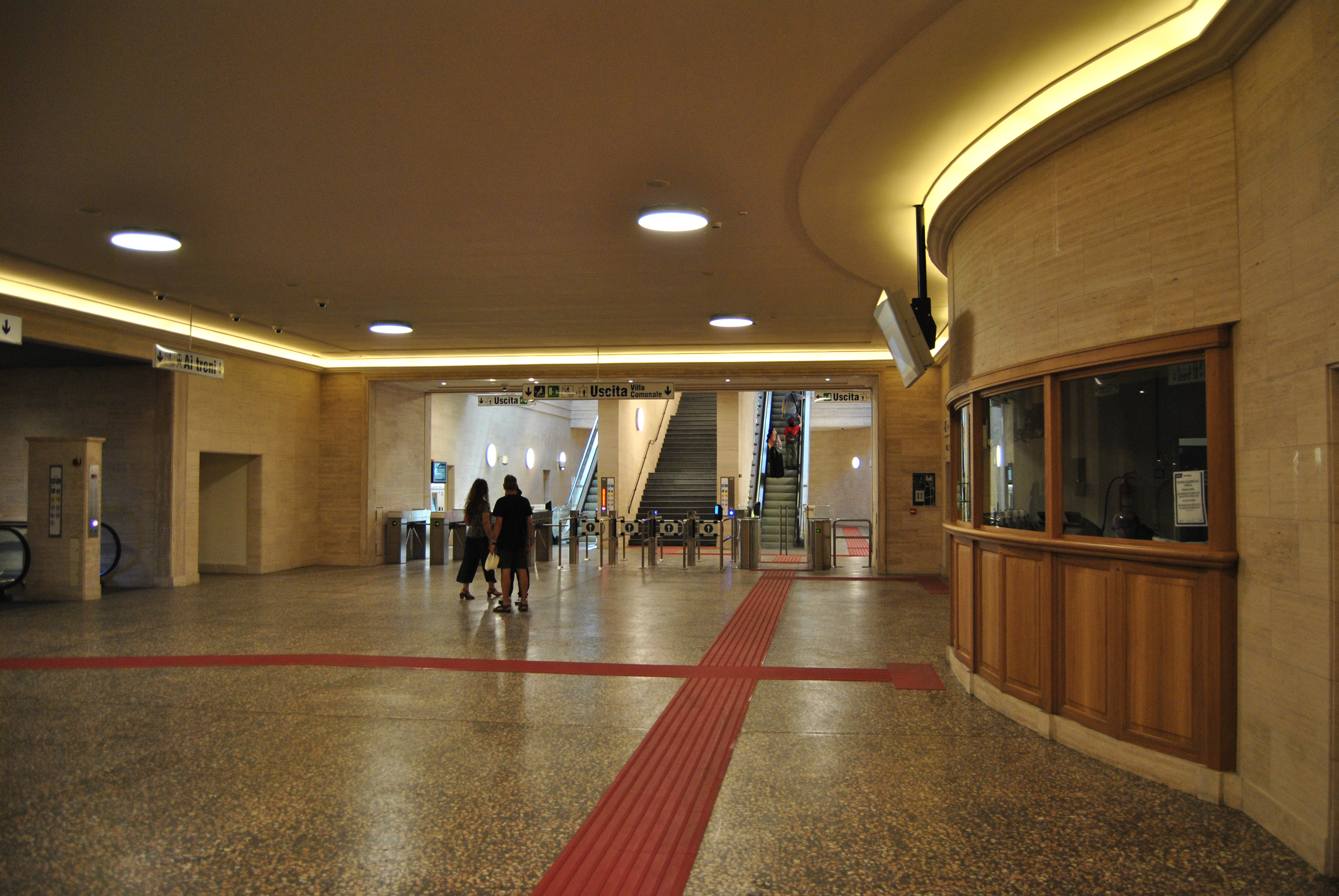
Il piano mezzanino
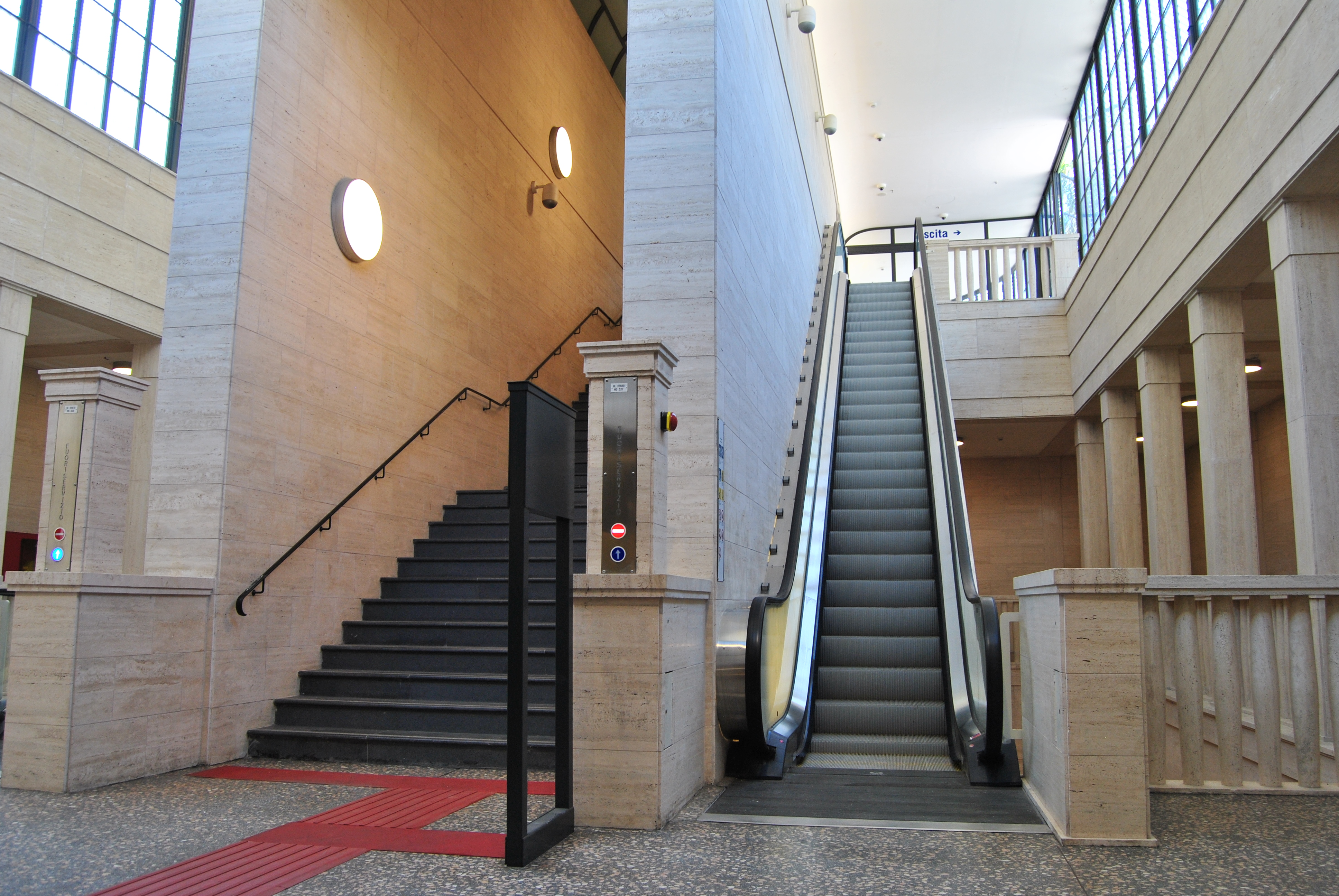
Gli interni della stazione
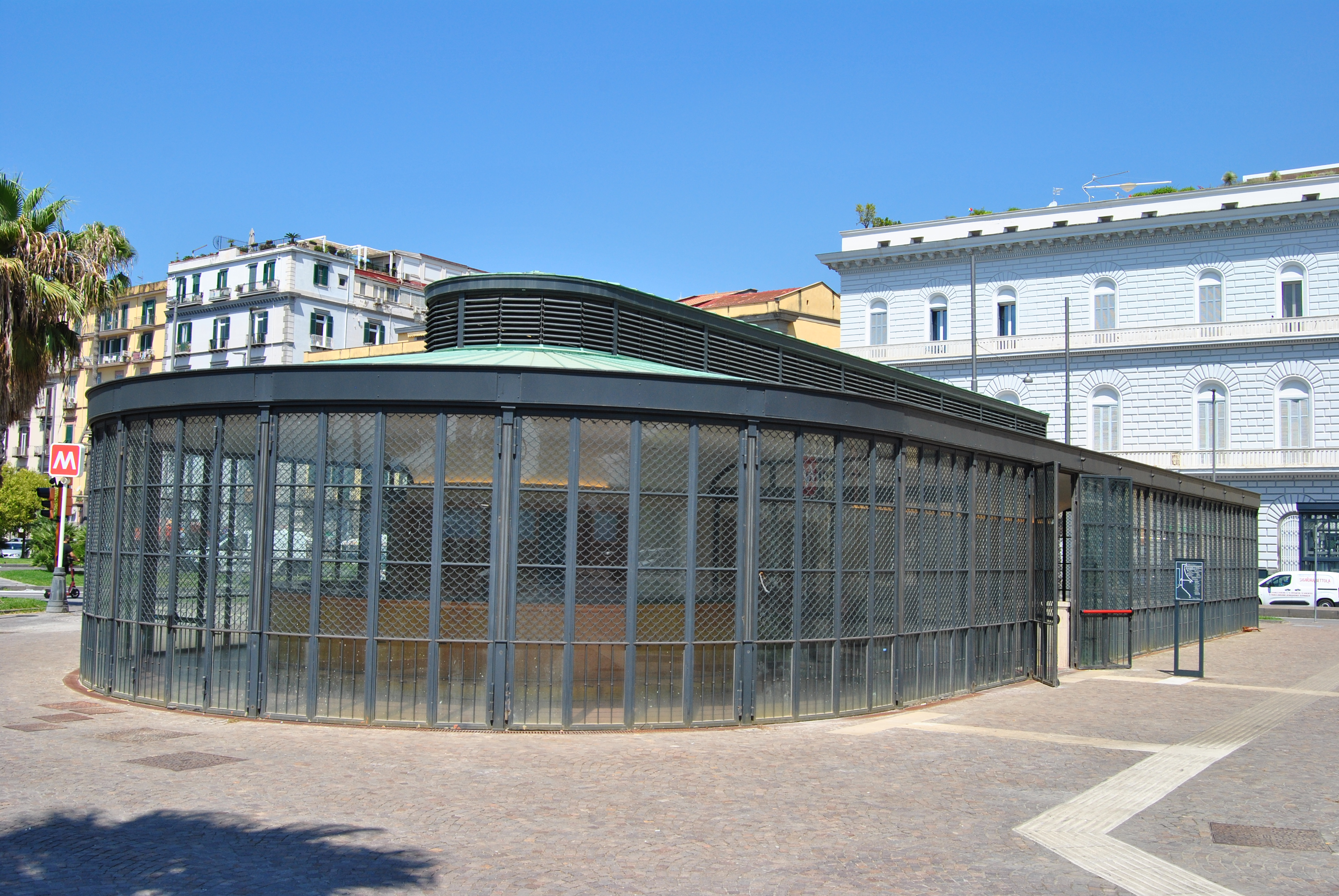
Il padiglione di ingresso in piazza della Repubblica

## Servizi
La stazione dispone di:
- Biglietteria automatica
- Scale mobili
- Ascensore
- Accessibilità per portatori di handicap
- Stazione video sorvegliata

## Interscambi
- Fermata autobus ANM